# Torrent dels Cirers
El Torrent dels Cirers és un afluent per la dreta del Riu de Torrentsenta que transcorre íntegrament pel terme municipal de Gòsol, al Berguedà.

## Xarxa hidrogràfica
El torrent no té cap afluent